# NGC 309
NGC 309 est une galaxie spirale intermédiaire située dans la constellation de la Baleine. NGC 309 a été découverte par l'astronome allemand Wilhelm Tempel en 1876.

## Caractéristiques
Sa vitesse par rapport au fond diffus cosmologique est de 5 343 ± 22 km/s, ce qui correspond à une distance de Hubble de 78,8 ± 5,5 Mpc (∼257 millions d'al).
À ce jour, neuf mesures non basées sur le décalage vers le rouge (redshift) donnent une distance de 26,978 ± 9,616 Mpc (∼88 millions d'al), ce qui est loin à l'extérieur des valeurs de la distance de Hubble.
La classe de luminosité de NGC 309 est III et elle présente une large raie HI. Elle renferme également des régions d'hydrogène ionisé.
En raison d'une brillance de surface égale à 14,04 mag/am2, on peut qualifier NGC 309 de galaxie à faible brillance de surface (LSB en anglais pour low surface brightness). Les galaxies LSB sont des galaxies diffuses (D) avec une brillance de surface inférieure de moins d'une magnitude à celle du ciel nocturne ambiant.

## Morphologie
NGC 309 a été utilisée par Gérard de Vaucouleurs comme une galaxie de type morphologique SAB(r)c dans son atlas des galaxies,.

## Supernova
La supernova SN 2014ef a été découverte dans NGC 309 le 13 décembre à Yamagata au Japon par l'astronome japonais Koichi Itagaki. Cette supernova était de type Ib.